# Округ Харпер (Канзас)
Округ Харпер (енгл. Harper County) је округ у америчкој савезној држави Канзас. По попису из 2010. године број становника је 6.034. Седиште округа је град Ентони.

## Демографија
Према попису становништва из 2010. у округу је живело 6.034 становника, што је 502 (7,7%) становника мање него 2000. године.
| Група             | 2000.         | 2010.         |
| Белци             | 6.322 (96,7%) | 5.582 (92,5%) |
| Афроамериканци    | 15 (0,2%)     | 22 (0,4%)     |
| Азијати           | 9 (0,1%)      | 5 (0,1%)      |
| Хиспаноамериканци | 70 (1,1%)     | 298 (4,9%)    |
| Укупно            | 6.536         | 6.034         |